# SketchUp
A SketchUp (hivatalos nevén Trimble SketchUp) egy 3D-s modellező program mely széles körben alkalmazható az építészet, gépészet, filmipar és videójáték tervezés területén — elérhető mint Sketchup Make, egy ingyenes (2018-tól böngészőben futtatható Sketchup Free) és Sketchup Pro, egy fizetős verzióban.
Ez a program a könnyű kezelhetőséget részesíti előnyben, és egy online adattáron (úgynevezett 3D Warehouse-on) keresztül ingyenesen letölthető 3d-modelleket (pl. ablakok, ajtók, autók, kiegészítők stb.) tesz elérhetővé a tervezők számára. A program tartalmaz egy elrendezési rajz funkciót, képalkotási lehetőséget felszínekről különböző stílusokban, helyet ad független "plug-in" programoknak lehetővé téve egyéb képességeket (pl. közel fotó realisztikus ábrázolást) és a modell elhelyezését a Google Földön belül.
A cég tulajdonosi köre a kezdetben (2000-től 2006-ig) független volt, 2006-tól 2012-ig a Google tulajdonába tartozott, a jelenlegi tulajdonosa pedig a térképészettel, felmérésekkel és navigációs berendezésekkel foglalkozó Trimble Navigation.

## Története

### A @Last Software idején
Kezdetben a SketchUp-ot az 1999-ben Brad Schell és Joe Esch által alapított @Last Software nevű cég fejlesztette Colorado államban.
A SketchUp 2000 augusztusában debütált, mint általános célú 3D tartalom készítő eszköz, "3D mindenkinek" szlogennel, és egy olyan programnak szánták, "ami olyan tervezést tesz lehetővé a szakemberek számára, ami a papír és toll szabadságának érzetét kelti egy egyszerű és elegáns felületen, amit élvezet használni, egyszerű megtanulni és a tervezők a terveikkel játszhatnának segítségével olyan módon ahogy más tervező szoftverekkel nem lehet. Aminek felhasználó-barát gombjai is lennének megkönnyítve ezzel a használatát."
A program 2000-ben az első kiállításán elnyerte a közönségdíjat. A korai siker kulcsa a többi 3D eszköznél rövidebb betanulási periódus volt.

### A Google idején
A @Last's Software Google Földhöz fejlesztett kiterjesztés (plug-in) csábítására végül a Google 2006. március 14-én megvásárolta a @Last Software-t.
2007. január 9-én kiadásra került az új eszközökkel felszerelt SketchUp 6, és a Google SketchUp LayOut béta verziója. A LayOut tartalmaz 2D vektor eszközöket és rajz eszközöket is azzal a céllal, hogy megkönnyítse a szakembereknek a prezentációkészítést akik addig egy külön prezentáció készítő programot használtak. Egyéb képességeket is adtak hozzá amivel a felhasználó építő-elemeket nyújthat és szélesíthet valamint a felület követés képességével egy tárgy a kurzorral körbe követhető.
2008. november 17-én kiadásra került használat könnyítő fejlesztésekkel a SketchUp 7, benne a SketchUp alkotóelem-böngésző, a Google 3D Warehouse, LayOut 2, dinamikus összetevők melyek megfelelően reagálnak méretezésnél fokozott Ruby API teljesítménnyel. Ebből a kiadásból már a Windows 2000 támogatást eltávolították.
2010. szeptember 1-én kiadásra került a SketchUp 8. Ezzel már a modell a Google Térképpel földrajzi helyhez kapcsolódó adatokat is kezel, színes ábrázolással, még precízebb tereppel, megfelelő fotó fejlesztésekkel, Google Building Maker integrációval és jelenet-miniatűrökkel. Ez a verzió már támogatta a Mac OS X operációs rendszert.

### A Trimble idején
2012. április 26-án a Trimble Navigation bejelentette a SketchUp-ra a vételi szándekát Google-tól. Ettől kezdve a két cég együttműködve fejleszti tovább a SketchUp 3D Warehouse-t. 2012. június 1-én Trimble felvásárolta a SketchUp-ot a Google-tól.
2013. május 21-én a Trimble Navigation bemutatta a SketchUp Pro 2013-at.

## Engedélyezés
A SketchUp összes verziója zárt forráskódú.
A SketchUp Make (korábban SketchUp for Home and Personal Use) licenc a közönség számára ingyenesen hozzáférhető, de csak kifejezetten nem kereskedelmi használatra és sem a szoftver sem a szolgáltatása nem adható tovább.
A SketchUp Pro számos további speciális funkciót kínál szakmai felhasználóknak. Ehhez egy évi 299 dolláros licenc szerviz díjat kell fizetni. A SketchUp Pro közvetlenül vagy a nemzetközi eladói hálózaton keresztül vásárolható meg.
A tanulói licenc 49 dollárért elérhető, míg a tanárok és oktatók saját használatra ingyenesen juthatnak hozzá. Osztályoknak, iskolai laboroknak és akkreditált nonprofit oktatói szervezeteknek a licenc fejenként évi 15 dollárba kerül.

## Szabadalmak

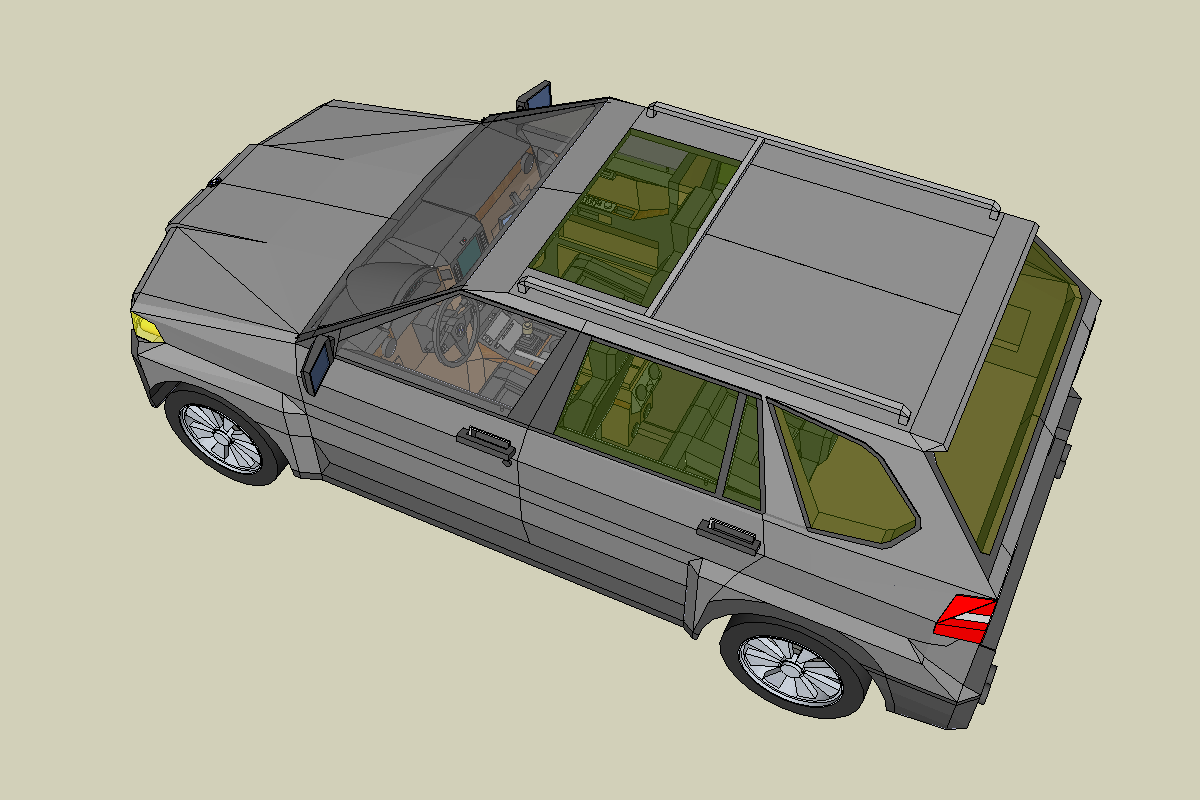
Egy SketchUp segítségével készített autó modellje

A SketchUp szabadalmat tart fent (U.S. Patent 6628279) a "Push/Pull" technológiájára:

"Rendszer és módszer a háromdimenziós modellezéshez: Egy háromdimenziós tervező és modellező környezet mely lehetővé teszi a felhasználók számára megrajzolni a tárgy körvonalait vagy határvonalait két dimenzióban, a papír és ceruzához hasonló, ismert módon. A felhasználó által készített kétdimenziós sík felületek aztán húzhatók és tolhatók a környezetben a szerkesztő eszközökkel könnyen és intuitív módon modellezve háromdimenziós testeket és geometriákat."

A szabadalmi kérelmet 2000 novemberében nyújtották be és azt 2003 szeptemberében nyerték el.

## Google SketchUp

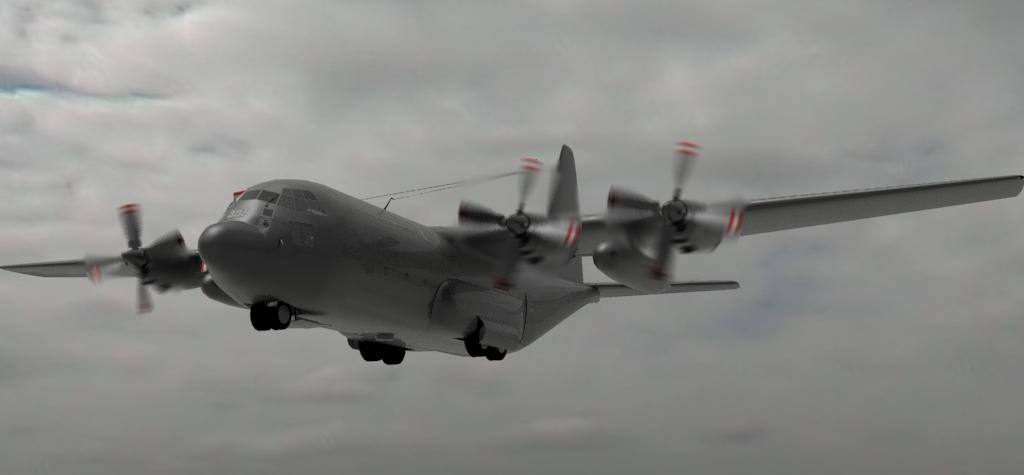
Számos különböző 3D és 2D exportáló áll rendelkezésre a SketchUp programban ahogy a fotó-realisztikus megjelenítés is. Erről a SketchUp modellről a Kerkythea készített fotórealisztikus képet.

2006.április 27-én a Google bemutatta a Google SketchUp szabadon letölthető programját. Az ingyenes verzióból hiányzik a SketchUp Pro néhány funkciója, de olyan beépített eszközöket tartalmaz, amivel feltölthetők tartalmak a Google Földre és a Google 3D Warehouse-ba, a SketchUppal készített modellek tárába. Az új eszköztár lehetővé teszi a felhasználóknak a dolgok körbejárását és megfigyelését egy ember szemszögéből. Címkéket társíthatunk a modellekhez, azokat körbe tudjuk nézni és tetszőleges sokszögeket rajzolhatunk.
Az ingyenes Google Sketchuppal a 3D modellek .dae és Google Earth .kmz formátumba exportálhatók. A Pro verzióval .3ds, .dwg, .dxf, .fbx, .obj, .xsi és .wrl fájlformátumokba is lehet exportálni.
A SketchUppal menteni lehet nézeteket és  fotó realisztikus képeket ("screenshot"-okat) is a modellről .bmp, .png, .jpg, .tif formátumban, a Pro verzió támogatja még a .pdf, .eps, .epx, .dwg és.dxf formátumokat is.
Linux vagy korábbi (10.5 előtti) Mac OS nem támogatott. Azonban a Sketchup v.8 Wine alatt is hibátlanul futtatható megfelelő konfigurálással.
A GPS elhelyezkedési információt a KMZ fájl tárolja. Maguk az épület tervek SKP fájlba mentődnek.

## Trimble SketchUp Pro 2013
A SketchUp Pro 2013 újításai a LayOut fejlesztésére, valamint az Extension Warehouse, a plug-inek és kiegészítők forrásának bevezetésére összpontosultak.
A SketchUp Pro 2013 számos új funkciót tartalmaz:
- Extension Warehouse
- kitöltő minták (Pattern Fills)
- többszörös másolás (Copy Array)
- fotórealisztikus képek gyorsabb készítése
- lapszámozás a lap panelen
- ívelt címkék és mutató vonalak (Curved Label Leader Lines)
- okosabb eszköztár (Windows verzió)
- növelt nagyítási képesség
- HD Video Export

## SketchUp Make
2013. május 21-től a SketchUp ingyenes változatának neve SketchUp Make. 2018-ban a Trimble bejelentette, hogy a Sketchup ingyenes verziója egyszerűsített felületen, böngészőben futtatható programmá alakul (Sketchup Free).
2019-ben a Trimble éves előfizetéses modellre váltott.

## SketchUp és Ruby
A SketchUp 4 és későbbi kiadású program támogató kiterjesztéseit Ruby programozási nyelvben írták és speciális funkciókkal egészíti ki a SketchUpot. A fejlesztők a Ruby-fájljaikat szabadon letölthetővé tehetik a SketchUp Ruby fórumon. SketchUp Rubynak olyan környezete (konzolja) is van, ahol a fejlesztők Ruby parancsokkal és módszerekkel kísérletezhetnek.  A SketchUp ingyenes verziója is támogatja a Ruby szkripteket az exportálás és importálás korlátozásával.

## Alkalmazások
- építész
- civil
- gépész
- film és videójáték tervező
- 3D nyomtató